# Lepší později než pozdě
Lepší později než pozdě (v anglickém originále The Late Philip J. Fry) je  7. díl 6. řady amerického animovaného seriálu  Futurama. V USA měl premiéru 29. července 2010 a v Česku byl poprvé vysílán 24. března 2011.

## Děj
Fry pozval Leelu na večeři a slíbil jí, že přijde včas. Když už byl Fry na odchodu zastavil ho a Bendera profesor Farnsworth s tím, že chce, aby otestovali jeho nový stroj času. Původně chtěl poposkočit pouze o jednu minutu, ale za páku zatáhl příliš prudce a ocitli se v roce 10 000. Jelikož jejich stroj času neuměl cestovat zpět v čase, ale pouze dopředu, profesora napadlo, že budou cestovat stále do budoucnosti a čekat, až někdo zpáteční stroj času vynalezne. Mezitím Leela v roce 3010 netrpělivě čekala na Frye v Kaverně na Zelené ulici. Když Leela přišla domů, myslela si, že Fry, profesor a Bender šli na párty, kde došlo k neštěstí a tak si myslela, že jsou mrtví. Ale Fry, profesor a Bender marně hledali zpáteční stroj času. Udělali zastávky v letech 105105, 252525, 351120, 1000000, ale zpáteční stroj času byl stále v nedohlednu. První naděje se objevila až v roce 5000000, kdy se dozvěděli od tehdejších obyvatel, že zpáteční stroj času bude hotový do 5 let. Za pět let už ale byla jejich civilizace zničená a tak pokračovali dál do budoucnosti. V roce 10000000 stoje ničili zemi a Bender v této éře chtěl zůstat, ale Fry a profesor pokračovali dál. V roce 50000000 jim už tehdejší obyvatelé oznámili, že mají zpáteční stroj času, ale Bender na protest toho, že odjeli z éry, kde chtěl zůstat posunul pákou a pokračovali dál. Když stroj času opět zastavil, Fry, Bender a profesor se ocitli v roce 10000000000, v době, kdy již veškerý život na Zemi vyhynul. Fry ale poblíž našel zbytky Kaverny na Zelené ulici, kde našel nápis od Leely, která si v roce 3050 všimla, že Fry není mrtvý, protože našla jeho nahrávací přáníčko a zjistila, že testovali stroj času a na žádné párty nebyl. Fry, Bender a profesor se rozhodli pokračovat dále, aby uviděli konec vesmíru. Ten nastal v roce 1×1050. Za nedlouho se ale stali svědky druhého velkého třesku a zrodil se nový vesmír, identický s tím předchozím. Postupně se vytvořila sluneční soustava, Země a proběhla historie od počátku jejího stvoření až po současnost. Třicet sekund před „přistáním“ ale profesor nešikovně pohnul s pákou a opět se ocitli v roce 10000. Projeli to tedy znovu a tentokrát zastavili správně, přesně v bodě, kdy zmizeli a Fry „včas“ dorazil na večeři s Leelou.

## Zajímavosti
- Český název dílu „Lepší později než pozdě“ je parodií na český název amerického filmu Lepší pozdě nežli později